# Militära hedersbetygelser

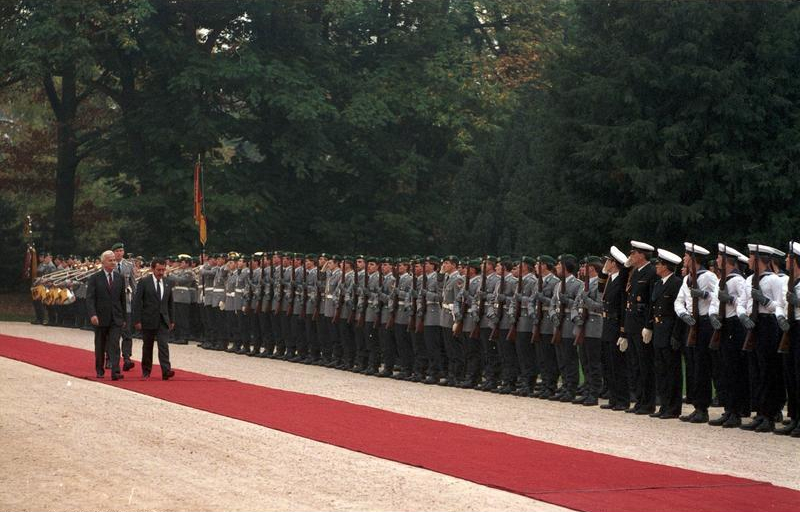
Inspektion av uppställd hedersvakt från Bundeswehr vid förbundspresident Richard von Weizsäckers mottagande av Guatemalas president Marco Vinicio Cerezo Arévalo i Bonn 1986.

Militära hedersbetygelser är en del av diplomatiska eller statliga protokoll (ceremonier) som utförs av militär. 
Militära hedersbetygelser kan bland annat avse en militärparad eller en militärbegravning.